# Высоколобый бутылконос
Высоколо́бый бутылконо́с, или северный бутылконос (лат. Hyperoodon ampullatus), — вид клюворылых инфраотряда китообразных. Крупное морское млекопитающее длиной до 10—11 метров, массой до 7,5 тонн. Обитает в северной половине Атлантического океана от уровня полярных льдов на севере до пролива Лонг-Айленд на юго-западе и островов Кабо-Верде на юго-востоке. Зубатые киты живут группами, состоящими из животных разного пола и возраста, включая детенышей. В такой группе обычно бывает лишь один крупный самец. Иногда попадаются самцовые стада. Излюбленный корм — кальмары, за которыми бутылконосы совершают погружение более чем на километр и продолжительностью более часа. В желудке бутылконосов находят до 10000 клювов кальмаров.